# 李·布倫
李·布倫（Lee Bullen，1971年3月29日—），生於蘇格蘭愛丁堡，已退役蘇格蘭足球運動員，司職中堅，現任蘇格蘭球隊艾爾聯主教練。

## 球員生涯
李布倫生於蘇格蘭愛丁堡，於當地球會利雲斯頓開展其足球事業，起初時擔任前鋒一職，於1994年1月來港加盟當時在甲組角逐的球會宏輝駒騰，得到首份全職球員合約，到4月轉會傑志，惟球會排甲組榜包尾，需降回乙組作賽，使他加盟好易通，與前線拍擋巴古沙合稱「七十一組合」。
其後轉會老牌球會南華，亦在香港結識現在已離異的妻子，惟他雖然年輕且勤力，職業操守良好，可是基本技術較本地球員還要差，在球會未能穩任正選。
直至半年後獲得當時希臘甲組聯賽球會卡拉馬塔垂青，才毅然返回歐洲繼續其足球事業。
1999年，他回到祖國簽約加盟母會鄧弗姆林，並度過四年光陰。
接著到2004年夏天，時任錫周三領隊從免費轉會市場中簽下李布倫，而他於同年11月因當時的隊長基斯馬斯頓因傷掛靴使李布倫接替隊長一職，其後他迅即在球隊的升班附加賽中擔當重要角色，並以隊長身分在卡迪夫千禧球場為球隊舉起甲組升班附加賽冠軍奬盃。
加盟錫周三期間，李布倫已發展成一名富經驗的球員，能勝任球隊多個位置，包括在球員生涯後期放棄擔任射手轉型後衛，但在球會陣容不整及球賽發展處於被動局面之時，李布倫將可作為秘密武壓上前線參與助攻，而他更在英冠聯賽一季中已踢過球隊全部11個位置，當中以作客米禾爾一役中客串守門員最令人印象深刻，因而深得球迷愛戴亦因此獲頒發「The Wash & Go 'Good Sport' award」，到2006/07年球季結束後他被網站「teamtalk.com」選為該季冠軍聯賽11名無名英雄。
直到2008年夏季約滿後，已達37歲的李布倫被錫周三放棄，回到蘇格蘭投效福爾柯克簽約兩年，並結束球員生涯擔任錫周三的梯隊教練。

## 教練生涯
李布倫結束球員生涯後在英冠球會錫周三擔任梯隊教練，直到2017年12月24日錫周三宣布原任領隊卡華路離隊後，由助理領隊兼預備組教練李布倫暫代領隊職務，至球會聘得新教練為止，而李布倫在12月26日作客諾定咸森林，并在聯賽首度執教錫周三一隊。
2022年1月7日，他被任命为蘇格蘭球队艾爾聯的教練。

## 球會榮譽
好易通
- 香港甲組足球聯賽冠軍（1997–98季度）

錫周三
- 英格蘭甲級聯賽升級附加賽冠軍（2004–05季度）

鄧弗姆林
- 蘇格蘭盃亞軍（英语：2003–04 Scottish Cup）